# Cheyres
Cheyres (Tsêre  en patois fribourgeois) est une localité et une ancienne commune suisse du canton de Fribourg, située dans le district de la Broye.

## Géographie
La commune de Cheyres mesurait 513 ha. 14,2 % de cette superficie correspond à des surfaces d'habitat ou d'infrastructure, 42,5 % à des surfaces agricoles, 35,7 % à des surfaces boisées et 7,6 % à des surfaces improductives.

## Histoire
Le site de Cheyres est occupé depuis le néolithique comme en témoignent les stations lacustres découvertes. Le village fait partie d'une seigneurie homonyme entre 1441 et 1536, où il est rattaché au bailliage d'Estavayer, puis, dès 1704, devient un bailliage indépendant avant d'être érigé en commune et inclut dans le district d'Estavayer de 1798 à 1848.
Le 1er janvier 2017, la commune de Cheyres fusionne avec sa voisine de Châbles pour former la nouvelle commune de Cheyres-Châbles.

## Patrimoine bâti

### Château
Une ancienne maison forte a été remplacée en 1762-1763 par une grande demeure d'architecture classique, à avant-corps flanqué de pilastres et sommé d'un fronton. Siège baillival jusqu'en 1798, aujourd'hui propriété privée.

### Église Saint-Nicolas
L'église, attestée dès 1445, a été reconstruite en 1749 selon les plans du père Nebridius Zyra, prieur du couvent des Augustins à Fribourg. Longue nef sous une toiture Mansart, chœur à cinq pans et clocher de pignon. Tribune de 1864. L'édifice a été rénové en 1965-1969. Les peintures murales de Carlo Cocchi illustrent les Évangélistes (1797).
Vierge ouvrante. L'église de Cheyres est connue pour sa célèbre statue de la Vierge, en bois, qui s'ouvre à la manière d'un retable, sur les panneaux duquel sont sculptées diverses scènes de la vie du Christ. La pièce originale, polychrome, datée des années 1330-1340 et qui participe d'une typologie fort rare, a été volée en 1978. Elle a été remplacée en 2002 par une copie, due à Djemal Charni.

## Population

### Gentilé et surnom
Les habitants de la localité se nomment les Cheyrois.
Ils sont surnommés les Étourneaux.

### Démographie
Cheyres compte 1 411 habitants en 2023. Sa densité de population atteint 275 hab./km2.
Le graphique suivant résume l'évolution de la population de Cheyres entre 1850 et 2012 :

## Folklore et manifestations

### Fête des vendanges
Depuis 1985 est organisée à Cheyres la Fête des Vendanges, qui célèbre chaque automne les productions du vignoble local au son des fanfares et des Guggenmusik.